# Aldona Semirienko
Aldona Semirienko, z domu Grużewska, I voto Hłasko, pseud. Szczekaturka (ur. 1856 w Młodzianowie, Żmudź, zm. ok. 1919) – polska socjalistka, felczerka. 

## Życiorys
Pochodziła z zamożnej szlachty polskiej mieszkającej na Żmudzi, była córką powstańca styczniowego Emiliana. Od 1868 r. pobierała naukę na pensji wizytek w Wilnie, później na pensji prywatnej Kleczkowskiej, także w Wilnie. Od 1874 r. uczyła się w Instytucie Maryjskim. W latach 1876–1878 studiowała na kursach dla kobiet w Instytucie Medycznym przy Wojskowej Akademii Medyko–Chirurgicznej w Petersburgu. Wspólnie z młodszą siostrą, Grażyną, należała do kółek samokształceniowych, potem rozpoczęła działalność w partii socjalistycznej, przewodnicząc m.in. dziewczętom należącym do polskiej Komuny Socjalistycznej i opowiadając się za współpracą z rewolucjonistami rosyjskimi. 
Od 1878 r. prowadziła działalność rewolucyjną w Warszawie (nawiązała m.in. kontakt z Ludwikiem Waryńskim), za co została aresztowana w sierpniu 1878 r. Osadzono ją w X Pawilonie Cytadeli Warszawskiej, gdzie przebywała od sierpnia 1878 do kwietnia 1880. Podczas pobytu w więzieniu zawarła związek małżeński ze schorowanym rewolucjonistą Janem Hłasko. Wraz z mężem została zesłana na Syberię, gdzie pełniła obowiązki starosty grupowego, lekarza i pielęgniarki współtowarzyszy. Po śmierci pierwszego męża w 1881 r. zaczęła pracę w rewolucyjnym „Czerwonym Krzyżu” („Krasnyj Kriest Narodnoj Woli”). Opiekowała się więźniami, wspierała ich moralnie i materialnie, pomagała w organizacji ucieczek, kontaktowała za pośrednictwem „Czerwonego Krzyża” z rodzinami. Była też felczerką oddziału kobiecego szpitala więziennego w Krasnojarsku. W 1883 r. ponownie aresztowana, skazana została na dalsze zesłanie do Wschodniej Syberii. Wkrótce potem wzięła ślub z rosyjskim rewolucjonistą, przyjacielem jej męża, Lwem Płatonowiczem Semirienką, także skazanym na zesłanie za działalność w „Czerwonym Krzyżu”. Po 14 latach pobytu na Syberii powróciła wraz z mężem do Rosji europejskiej. Małżonkowie zamieszkali w guberni kijowskiej, gdzie zajmowali się prowadzeniem przyrodniczych stacji doświadczalnych oraz szkół sadowniczych i warzywniczych; w ruchu socjalistycznym nie brali udziału.